# Lambada (Boomdabash)
Lambada è un singolo del gruppo musicale italiano Boomdabash, pubblicato il 16 giugno 2023 come quarto estratto dal sesto album in studio Venduti.

## Descrizione
Il brano, scritto dal duo Takagi & Ketra (che lo ha anche prodotto) insieme a Federica Abbate e Jacopo Èt, ha visto la partecipazione vocale del duo milanese Paola & Chiara.

## Video musicale
Il video musicale, girato da Fabrizio Conte tra Bari e Napoli nel maggio 2023, è stato reso disponibile sul canale YouTube del gruppo il 20 giugno dello stesso anno.

## Tracce
Testi e musiche di Alessandro Merli, Fabio Clemente, Federica Abbate e Jacopo Èttorre.
1. Lambada (feat. Paola & Chiara) – 2:55

## Classifiche
| Classifica (2023) | Posizione massima |
| ----------------- | ----------------- |
| Italia            | 23                |